# Дубровка (Осиповичский район)
Ду́бровка (бел. Ду́браўка) — деревня в составе Лапичского сельсовета Осиповичского района Могилёвской области Республики Беларусь.

## Этимология
В основе названия деревни лежит термин «дубовый лес», «дубрава».

## Географическое положение
Дубровка расположена в 29 км на северо-запад от Осиповичей, в 3 км от ж/д станции Лапичи и в 162 км от Могилёва. Транспортные связи обеспечивают автодороги Гродзянка — Лапичи и Минск — Бобруйск. Застройку составляют деревянные крестьянские дома, расположенные по обеим сторонам железной дороги.

## История
Письменные источники упоминают Дубровку в начале XX века. По данным 1917 года, Дубровка представляла собой хутор в Погорельской волости Игуменского уезда Минской губернии, в котором числились 1 двор и 8 жителей. В 1930-е годы жители деревни вступили в колхоз.
Во время Великой Отечественной войны Дубровка была оккупирована немецко-фашистскими войсками с конца июня 1941 года по 30 июня 1944 года. На фронте и в результате партизанской деятельности погибли 4 жителя. В 1967 году Дубровка была объединена с деревней Осово.

## Население
- 1917 год — 1 двор, 8 жителей[1]
- 1959 год — 29 человек[1]
- 1970 год — 105 человек[1]
- 1986 год — 48 человек, 27 хозяйств[1]
- 2002 год — 19 человек, 11 хозяйств[1]
- 2007 год — 14 человек, 6 хозяйств[1]

## Комментарии
1. ↑  Название и ударение даны по: Назвы населеных пунктаў Рэспублікі Беларусь: Магілёўская вобласць: нарматыўны даведнік / І. А. Гапоненка і інш.; пад рэд. В. П. Лемцюговай. — Минск: Тэхналогія, 2007. — С. 64. — 406 с. — ISBN 978-985-458-159-0..